# Bette Midler/Diskografie
Diese Diskografie ist eine Übersicht über die musikalischen Werke der US-amerikanischen Sängerin Bette Midler. Den Schallplattenauszeichnungen zufolge hat sie bisher mehr als 19,2 Millionen Tonträger verkauft, davon alleine in ihrer Heimat über 15 Millionen. Ihre erfolgreichste Veröffentlichung ist der Soundtrack Beaches mit über 3,4 Millionen verkauften Einheiten.

## Alben

### Studioalben
| Jahr | Titel                                            | Höchstplatzierung, Gesamtwochen, AuszeichnungChartplatzierungen (Jahr, Titel, Platzierungen, Wochen, Auszeichnungen, Anmerkungen) | Höchstplatzierung, Gesamtwochen, AuszeichnungChartplatzierungen (Jahr, Titel, Platzierungen, Wochen, Auszeichnungen, Anmerkungen) | Höchstplatzierung, Gesamtwochen, AuszeichnungChartplatzierungen (Jahr, Titel, Platzierungen, Wochen, Auszeichnungen, Anmerkungen) | Höchstplatzierung, Gesamtwochen, AuszeichnungChartplatzierungen (Jahr, Titel, Platzierungen, Wochen, Auszeichnungen, Anmerkungen) | Höchstplatzierung, Gesamtwochen, AuszeichnungChartplatzierungen (Jahr, Titel, Platzierungen, Wochen, Auszeichnungen, Anmerkungen) | Anmerkungen                              |
| Jahr | Titel                                            | DE | AT | CH | UK | US | Anmerkungen                              |
| ---- | ------------------------------------------------ | --- | --- | --- | --- | --- | ---------------------------------------- |
| 1972 | The Divine Miss M                                | — | — | — | — | US9 Platin · (76 Wo.)US | Erstveröffentlichung: 7. November 1972   |
| 1973 | Bette Midler                                     | — | — | — | — | US6 Gold · (27 Wo.)US | Erstveröffentlichung: 16. November 1973  |
| 1976 | Songs for the New Depression                     | — | — | — | — | US27 (15 Wo.)US | Erstveröffentlichung: 8. Januar 1976     |
| 1977 | Broken Blossom                                   | — | — | — | — | US51 (14 Wo.)US | Erstveröffentlichung: 17. November 1977  |
| 1979 | Thighs and Whispers                              | — | — | — | — | US65 (17 Wo.)US | Erstveröffentlichung: August 1979        |
| 1983 | No Frills                                        | DE46 (5 Wo.)DE | — | — | — | US60 (13 Wo.)US | Erstveröffentlichung: 1. August 1983     |
| 1990 | Some People’s Lives                              | DE15 (17 Wo.)DE | AT27 (4 Wo.)AT | — | UK5 Gold · (11 Wo.)UK | US6 ×2Doppelplatin · (73 Wo.)US                                                                                                   | Erstveröffentlichung: 4. September 1990  |
| 1995 | Bette of Roses                                   | DE74 (4 Wo.)DE | — | — | UK55 Silber · (8 Wo.)UK | US45 Platin · (35 Wo.)US | Erstveröffentlichung: 18. Juli 1995      |
| 1998 | Bathhouse Betty                                  | DE68 (1 Wo.)DE | — | — | — | US32 Gold · (16 Wo.)US | Erstveröffentlichung: 15. September 1998 |
| 2000 | Bette                                            | — | — | — | — | US69 (11 Wo.)US | Erstveröffentlichung: 17. Oktober 2000   |
| 2003 | Bette Midler Sings the Rosemary Clooney Songbook | — | — | — | — | US14 Gold · (22 Wo.)US | Erstveröffentlichung: 30. September 2003 |
| 2005 | Bette Midler Sings the Peggy Lee Songbook        | — | — | — | UK41 (3 Wo.)UK | US10 (9 Wo.)US | Erstveröffentlichung: 25. Oktober 2005   |
| 2006 | Cool Yule                                        | — | — | — | — | US33 (7 Wo.)US | Erstveröffentlichung: 10. Oktober 2006   |
| 2014 | It’s the Girls!                                  | DE62 (1 Wo.)DE | AT38 (1 Wo.)AT | CH62 (1 Wo.)CH | UK6 Gold · (15 Wo.)UK | US3 (15 Wo.)US | Erstveröffentlichung: 4. November 2014   |

grau schraffiert: keine Chartdaten aus diesem Jahr verfügbar

### Livealben
| Jahr | Titel                     | Höchstplatzierung, Gesamtwochen, AuszeichnungChartplatzierungen (Jahr, Titel, Platzierungen, Wochen, Auszeichnungen, Anmerkungen) | Höchstplatzierung, Gesamtwochen, AuszeichnungChartplatzierungen (Jahr, Titel, Platzierungen, Wochen, Auszeichnungen, Anmerkungen) | Höchstplatzierung, Gesamtwochen, AuszeichnungChartplatzierungen (Jahr, Titel, Platzierungen, Wochen, Auszeichnungen, Anmerkungen) | Höchstplatzierung, Gesamtwochen, AuszeichnungChartplatzierungen (Jahr, Titel, Platzierungen, Wochen, Auszeichnungen, Anmerkungen) | Höchstplatzierung, Gesamtwochen, AuszeichnungChartplatzierungen (Jahr, Titel, Platzierungen, Wochen, Auszeichnungen, Anmerkungen) | Anmerkungen                                                                     |
| Jahr | Titel                     | DE | AT | CH | UK | US | Anmerkungen                                                                     |
| ---- | ------------------------- | --- | --- | --- | --- | --- | ------------------------------------------------------------------------------- |
| 1977 | Live at Last              | — | — | — | — | US49 (11 Wo.)US | aufgenommen in der Cleveland Music Hall Erstveröffentlichung: Mai 1977          |
| 1980 | Divine Madness            | — | — | — | — | US34 (14 Wo.)US | aufgenommen im Pasadena Civic Auditorium Erstveröffentlichung: 7. November 1980 |
| 1985 | Mud Will Be Flung Tonight | — | — | — | — | US183 (6 Wo.)US | Erstveröffentlichung: Dezember 1985                                             |

grau schraffiert: keine Chartdaten aus diesem Jahr verfügbar

### Soundtracks
| Jahr | Titel        | Höchstplatzierung, Gesamtwochen, AuszeichnungChartplatzierungen (Jahr, Titel, Platzierungen, Wochen, Auszeichnungen, Anmerkungen) | Höchstplatzierung, Gesamtwochen, AuszeichnungChartplatzierungen (Jahr, Titel, Platzierungen, Wochen, Auszeichnungen, Anmerkungen) | Höchstplatzierung, Gesamtwochen, AuszeichnungChartplatzierungen (Jahr, Titel, Platzierungen, Wochen, Auszeichnungen, Anmerkungen) | Höchstplatzierung, Gesamtwochen, AuszeichnungChartplatzierungen (Jahr, Titel, Platzierungen, Wochen, Auszeichnungen, Anmerkungen) | Höchstplatzierung, Gesamtwochen, AuszeichnungChartplatzierungen (Jahr, Titel, Platzierungen, Wochen, Auszeichnungen, Anmerkungen) | Anmerkungen                             |
| Jahr | Titel        | DE | AT | CH | UK | US | Anmerkungen                             |
| ---- | ------------ | --- | --- | --- | --- | --- | --------------------------------------- |
| 1979 | The Rose     | — | — | — | — | US12 ×2Doppelplatin · (45 Wo.)US                                                                                                  | Erstveröffentlichung: 3. Dezember 1979  |
| 1988 | Beaches      | — | — | — | UK21 Gold · (11 Wo.)UK | US2 ×3Dreifachplatin · (176 Wo.)US                                                                                                | Erstveröffentlichung: 22. November 1988 |
| 1991 | For the Boys | — | AT34 (4 Wo.)AT | — | UK75 (1 Wo.)UK | US22 Gold · (21 Wo.)US | Erstveröffentlichung: 2. November 1991  |

grau schraffiert: keine Chartdaten aus diesem Jahr verfügbar
Weitere Soundtracks
- 1993: Gypsy

### Kompilationen
| Jahr | Titel                                | Höchstplatzierung, Gesamtwochen, AuszeichnungChartplatzierungen (Jahr, Titel, Platzierungen, Wochen, Auszeichnungen, Anmerkungen) | Höchstplatzierung, Gesamtwochen, AuszeichnungChartplatzierungen (Jahr, Titel, Platzierungen, Wochen, Auszeichnungen, Anmerkungen) | Höchstplatzierung, Gesamtwochen, AuszeichnungChartplatzierungen (Jahr, Titel, Platzierungen, Wochen, Auszeichnungen, Anmerkungen) | Höchstplatzierung, Gesamtwochen, AuszeichnungChartplatzierungen (Jahr, Titel, Platzierungen, Wochen, Auszeichnungen, Anmerkungen) | Höchstplatzierung, Gesamtwochen, AuszeichnungChartplatzierungen (Jahr, Titel, Platzierungen, Wochen, Auszeichnungen, Anmerkungen) | Anmerkungen                             |
| Jahr | Titel                                | DE | AT | CH | UK | US | Anmerkungen                             |
| ---- | ------------------------------------ | --- | --- | --- | --- | --- | --------------------------------------- |
| 1993 | Experience the Divine: Greatest Hits | DE67 (9 Wo.)DE | AT35 (2 Wo.)AT | — | UK3 Platin · (17 Wo.)UK | US50 Platin · (37 Wo.)US | Erstveröffentlichung: 22. Juni 1993     |
| 2008 | Jackpot! The Best Bette              | — | — | — | UK6 ×2Doppelplatin · (39 Wo.)UK                                                                                                   | US66 (3 Wo.)US | Erstveröffentlichung: 25. August 2008   |
| 2010 | Memories of You                      | — | — | — | UK45 Silber · (8 Wo.)UK | — | Erstveröffentlichung: 22. November 2010 |
| 2015 | A Gift of Love                       | — | — | — | UK25 Silber · (6 Wo.)UK | — | Erstveröffentlichung: 4. Dezember 2015  |

Weitere Kompilationen
- 1978: The Best of Bette
- 1993: Best Bettes!!
- 1997: Classic Performance Live: Sight & Sound (CD + DVD)
- 2000: Bette
- 2009: 4 CD Set (inkl. 4 Studioalben)
- 2011: Original Album Series (Box mit 5 CDs)

## Singles
| Jahr | Titel Album                                                                       | Höchstplatzierung, Gesamtwochen, AuszeichnungChartplatzierungen (Jahr, Titel, Album, Platzierungen, Wochen, Auszeichnungen, Anmerkungen) | Höchstplatzierung, Gesamtwochen, AuszeichnungChartplatzierungen (Jahr, Titel, Album, Platzierungen, Wochen, Auszeichnungen, Anmerkungen) | Höchstplatzierung, Gesamtwochen, AuszeichnungChartplatzierungen (Jahr, Titel, Album, Platzierungen, Wochen, Auszeichnungen, Anmerkungen) | Höchstplatzierung, Gesamtwochen, AuszeichnungChartplatzierungen (Jahr, Titel, Album, Platzierungen, Wochen, Auszeichnungen, Anmerkungen) | Anmerkungen | [↑]: gemeinsam behandelt mit vorhergehendem Eintrag; [←]: in beiden Charts platziert |
| Jahr | Titel Album                                                                       | DE | UK | US | Dance | Anmerkungen |                                                                                      |
| ---- | --------------------------------------------------------------------------------- | --- | --- | --- | --- | --- | ------------------------------------------------------------------------------------ |
| 1972 | Do You Want to Dance? The Divine Miss M                                           | — | — | US17 (16 Wo.)US | — | Erstveröffentlichung: November 1972 Autor und Original: Bobby Freeman, 1958 |                                                                                      |
| 1973 | Boogie Woogie Bugle Boy The Divine Miss M                                         | — | — | US8 (16 Wo.)US | — | Erstveröffentlichung: Mai 1973 Autoren: Don Raye, Hughie Prince Original: The Andrews Sisters mit Vic Schoen Orchestra, 1941                                                       |                                                                                      |
| 1973 | Friends The Divine Miss M                                                         | — | — | US40 (10 Wo.)US | — | Erstveröffentlichung: September 1973 Autoren: Buzzy Linhart, Mark Klingman Original: Buzzy Linhart, 1971                                                                           |                                                                                      |
| 1973 | Chapel of Love The Divine Miss M                                                  | — | — | US47 (2 Wo.)US | — | Erstveröffentlichung: September 1973 Autoren: Ellie Greenwich, Jeff Barry, Phil Spector Original: Darlene Love, 1963                                                               |                                                                                      |
| 1973 | In the Mood Bette Midler                                                          | — | — | US51 (7 Wo.)US | — | Erstveröffentlichung: Dezember 1973 Autoren: Andy Razaf, Joe Garland Text der Coverversion: Barry Manilow, Bette Midler Original: Edgar Hayes & His Orchestra (instrumental), 1938 |                                                                                      |
| 1976 | Strangers in the Night Songs for the New Depression                               | — | — | — | Dance7 (10 Wo.)Dance | Erstveröffentlichung: Februar 1976 Autoren: Bert Kaempfert, Charles Singleton, Eddie Snyder Original: Bert Kaempfert – Beddy-Bye (instrumental), 1966                              |                                                                                      |
| 1976 | You’re Movin’ Out Today –                                                         | — | — | US42 (14 Wo.)US | — | Erstveröffentlichung: Dezember 1976 Autoren: Bette Midler, Bruce Roberts, Carole Bayer Sager                                                                                       |                                                                                      |
| 1978 | Storybook Children (Daybreak) Broken Blossom                                      | — | — | US57 (10 Wo.)US | — | Erstveröffentlichung: Januar 1978 Autoren: David Pomeranz, Spencer Proffer |                                                                                      |
| 1979 | Married Men Thighs and Whispers                                                   | — | — | US40 (9 Wo.)US | Dance32 (8 Wo.)Dance | Erstveröffentlichung: Mai 1979 Autoren: Dominic Bugatti, Frank Musker |                                                                                      |
| 1979 | Hang On in There Baby Thighs and Whispers                                         | — | — | — | Dance70 (6 Wo.)Dance | Erstveröffentlichung: August 1979 Autor und Original: Johnny Bristol, 1974 |                                                                                      |
| 1979 | My Knight in Black Leather Thighs and Whispers                                    | — | — | —[Dance: ↑] | Dance70 (6 Wo.)Dance | Erstveröffentlichung: August 1979 Autoren: Estelle Levitt, Jerry Ragovoy |                                                                                      |
| 1979 | Big Noise from Winnetka Thighs and Whispers                                       | — | — | — | Dance98 (5 Wo.)Dance | Erstveröffentlichung: November 1979 Autoren: Bob Crosby, Bob Haggart, Gil Rodin, Ray Bauduc Original: Bob Haggart & Ray Bauduc, 1938                                               |                                                                                      |
| 1980 | When a Man Loves a Woman The Rose (Soundtrack)                                    | — | — | US35 (10 Wo.)US | — | Erstveröffentlichung: Januar 1980 Autoren: Calvin Lewis, Andrew Wright Original: Percy Sledge, 1966                                                                                |                                                                                      |
| 1980 | The Rose The Rose (Soundtrack)                                                    | — | UK— SilberUK | US3 Gold · (25 Wo.)US | — | Erstveröffentlichung: März 1980 aus dem gleichnamigen Film Autor: Amanda McBroom                                                                                                   |                                                                                      |
| 1980 | My Mother’s Eyes Divine Madness                                                   | — | — | US39 (13 Wo.)US | — | Erstveröffentlichung: November 1980 Autor: Tom Jans |                                                                                      |
| 1983 | All I Need to Know No Frills                                                      | — | — | US77 (4 Wo.)US | — | Erstveröffentlichung: August 1983 Autoren: Barry Mann, Cynthia Weil, Tom Snow Original: Barry Mann – Don’t Know Much,1980                                                          |                                                                                      |
| 1983 | Favorite Waste of Time No Frills                                                  | — | — | US78 (4 Wo.)US | — | Erstveröffentlichung: Oktober 1983 Autor und Original: Marshall Crenshaw, 1982 |                                                                                      |
| 1984 | Beast of Burden No Frills                                                         | DE15 (13 Wo.)DE | — | US71 (6 Wo.)US | — | Erstveröffentlichung: 10. Februar 1984 Autoren: Mick Jagger, Keith Richards Original: The Rolling Stones, 1978                                                                     |                                                                                      |
| 1989 | Wind Beneath My Wings Beaches (Soundtrack)                                        | — | UK5 Gold · (13 Wo.)UK | US1 Platin · (29 Wo.)US | — | Erstveröffentlichung: Januar 1989 vom Soundtrack des Films Freundinnen Autoren: Jeff Silbar, Larry Henley Original: Roger Whittaker, 1981                                          |                                                                                      |
| 1990 | From a Distance Some People’s Lives                                               | DE14 (21 Wo.)DE | UK6 (14 Wo.)UK | US2 Platin · (26 Wo.)US | — | Erstveröffentlichung: September 1990 Autor: Julie Gold Original: Nanci Griffith, 1987                                                                                              |                                                                                      |
| 1991 | Night and Day Some People’s Lives                                                 | — | — | US62 (7 Wo.)US | — | Erstveröffentlichung: 15. Januar 1991 Autoren: Billie Hughes, Roxanne Seeman |                                                                                      |
| 1991 | Every Road Leads Back to You For the Boys (Soundtrack)                            | — | — | US78 (6 Wo.)US | — | Erstveröffentlichung: November 1991 mit James Caan, Autor: Diane Warren |                                                                                      |
| 1995 | To Deserve You Bette of Roses                                                     | — | — | — | Dance2 (14 Wo.)Dance | Erstveröffentlichung: Oktober 1995 Autor: Maria McKee |                                                                                      |
| 1998 | My One True Friend Bathhouse Betty                                                | — | UK58 (2 Wo.)UK | — | — | Erstveröffentlichung: November 1998 vom Soundtrack des Films Familiensache Autoren: Carole Bayer Sager, Carole King, David Foster                                                  |                                                                                      |
| 1998 | I’m Beautiful (Brinsley Evans Back to the Scene of the Crime Mix) Bathhouse Betty | — | — | — | Dance1 (14 Wo.)Dance | Erstveröffentlichung: 1999 Autoren: Brinsley Evans, Dominic Bugatti, Frank Musker Original: Chaka Khan – Fate, 1981                                                                |                                                                                      |
| 2001 | In These Shoes Bette                                                              | — | — | — | Dance8 (13 Wo.)Dance | Erstveröffentlichung: April 2001 Autoren: Kirsty MacColl, Melvin Clarke Lastie, Pete Glenister, William Correa                                                                     |                                                                                      |
| 2006 | Fever (L. E. X. Mixes) Sings the Peggy Lee Songbook                               | — | — | — | Dance4 (13 Wo.)Dance | Erstveröffentlichung: Februar 2006 Remix: Eddie X, Luigie Gonzalez aka L. E. X. Autoren: John Davenport, Eddie Cooley Original: Little Willie John, 1956                           |                                                                                      |

grau schraffiert: keine Chartdaten aus diesem Jahr verfügbar
Weitere Singles
| - 1976: Old Cape Cod - 1977: Paradise - 1978: Say Goodbye to Hollywood - 1979: Buckets of Rain - 1980: Stay with Me - 1981: Fire Down Below - 1988: Under the Boardwalk - 1990: The Gift of Love - 1991: In My Life - 1991: Moonlight Dancing - 1993: Small World - 1995: In This Life - 1996: God Help the Outcasts - 1997: You Don’t Own Me (mit Goldie Hawn und Diane Keaton) | - 1998: That’s How Love Moves - 1999: Lullaby in Blue - 1999: La vie en rose - 2000: Nobody Else but You - 2000: Bless You Child - 2001: Love T. K. O. - 2005: I’m a Woman - 2006: From a Distance (Christmas Version) - 2014: Be My Baby - 2015: He’s Sure the Boy I Love - 2015: You Can’t Hurry Love - 2015: Waterfalls |

## Videoalben
| Jahr | Titel                   | Höchstplatzierung, Gesamtwochen, AuszeichnungChartplatzierungen (Jahr, Titel, Platzierungen, Wochen, Auszeichnungen, Anmerkungen) | Höchstplatzierung, Gesamtwochen, AuszeichnungChartplatzierungen (Jahr, Titel, Platzierungen, Wochen, Auszeichnungen, Anmerkungen) | Höchstplatzierung, Gesamtwochen, AuszeichnungChartplatzierungen (Jahr, Titel, Platzierungen, Wochen, Auszeichnungen, Anmerkungen) | Höchstplatzierung, Gesamtwochen, AuszeichnungChartplatzierungen (Jahr, Titel, Platzierungen, Wochen, Auszeichnungen, Anmerkungen) | Höchstplatzierung, Gesamtwochen, AuszeichnungChartplatzierungen (Jahr, Titel, Platzierungen, Wochen, Auszeichnungen, Anmerkungen) | Anmerkungen                |
| Jahr | Titel                   | DE | AT | CH | UK | US | Anmerkungen                |
| ---- | ----------------------- | --- | --- | --- | --- | --- | -------------------------- |
| 1997 | Diva Las Vegas          | — | — | — | UK9 Gold · (16 Wo.)UK | — | Erstveröffentlichung: 1997 |
| 2011 | The Showgirl Must Go On | — | — | — | UK44 (1 Wo.)UK | — | Erstveröffentlichung: 2011 |

Weitere Videoalben
- 1982: The Bette Midler Show
- 1985: Art or Bust
- 2009: Cool Yule / Yule Log
- 2010: The Divine Miss M in Performance

## Statistik

### Chartauswertung
|                     | DE    | AT    | CH    | UK    | US     |
| ------------------- | ----- | ----- | ----- | ----- | ------ |
| Nummer-eins-Alben   | DE—DE | AT—AT | CH—CH | UK—UK | US—US  |
| Top-10-Alben        | DE—DE | AT—AT | CH—CH | UK4UK | US6US  |
| Alben in den Charts | DE6DE | AT4AT | CH1CH | UK9UK | US22US |

|                       | DE    | UK    | US     | Dance       |
| --------------------- | ----- | ----- | ------ | ----------- |
| Nummer-eins-Singles   | DE—DE | UK—UK | US1US  | Dance1Dance |
| Top-10-Singles        | DE—DE | UK2UK | US4US  | Dance5Dance |
| Singles in den Charts | DE2DE | UK3UK | US18US | Dance8Dance |

|                          | DE    | AT    | CH    | UK    | US    |
| ------------------------ | ----- | ----- | ----- | ----- | ----- |
| Nummer-eins-Videoalben   | DE—DE | AT—AT | CH—CH | UK—UK | US—US |
| Top-10-Videoalben        | DE—DE | AT—AT | CH—CH | UK1UK | US—US |
| Videoalben in den Charts | DE—DE | AT—AT | CH—CH | UK2UK | US—US |

### Auszeichnungen für Musikverkäufe
| Goldene Schallplatte - Australien - 1990: für die Single From a Distance - Frankreich - 1980: für das Album The Rose - Japan - 2014: für die Single The Rose (Digital) - Kanada - 1991: für das Album For the Boys - 1997: für das Album Experience the Divine: Greatest Hits - Neuseeland - 1991: für das Album Some People’s Lives Platin-Schallplatte - Australien - 1978: für die Single The Divine Miss M - 1982: für das Album The Best of Bette - 1989: für die Single Wind Beneath My Wings - Kanada - 1984: für das Album The Divine Miss M | 2× Platin-Schallplatte - Australien - 1989: für das Album Beaches - 1996: für das Album Some People’s Lives - 2005: für das Videoalbum Diva Las Vegas - Kanada - 1990: für das Album Beaches - 1991: für das Album Some People’s Lives - Neuseeland - 1980: für das Album The Rose - Niederlande - 2000: für das Album Experience the Divine: Greatest Hits 3× Platin-Schallplatte - Australien - 1996: für das Album The Rose - Neuseeland - 1992: für das Album Beaches - 1993: für das Album Experience the Divine: Greatest Hits 4× Platin-Schallplatte - Australien - 2005: für das Album Experience the Divine: Greatest Hits |

Anmerkung: Auszeichnungen in Ländern aus den Charttabellen bzw. Chartboxen sind in ebendiesen zu finden.
| Land/RegionAuszeichnungen für Musikverkäufe (Land/Region, Auszeichnungen, Verkäufe, Quellen) | Silber     | Gold       | Platin       | Verkäufe   | Quellen                   |
| -------------------------------------------------------------------------------------------- | ---------- | ---------- | ------------ | ---------- | ------------------------- |
| Australien (ARIA)                                                                            | —          | Gold1      | 16× Platin16 | 1.005.000  | aria.com.au               |
| Frankreich (SNEP)                                                                            | —          | Gold1      | —            | 100.000    | snepmusique.com           |
| Japan (RIAJ)                                                                                 | —          | Gold1      | —            | 100.000    | riaj.or.jp                |
| Kanada (MC)                                                                                  | —          | 2× Gold2   | 5× Platin5   | 600.000    | musiccanada.com           |
| Neuseeland (RMNZ)                                                                            | —          | Gold1      | 8× Platin8   | 140.000    | aotearoamusiccharts.co.nz |
| Niederlande (NVPI)                                                                           | —          | —          | 2× Platin2   | 200.000    | nvpi.nl                   |
| Vereinigte Staaten (RIAA)                                                                    | —          | 5× Gold5   | 12× Platin12 | 15.000.000 | riaa.com                  |
| Vereinigtes Königreich (BPI)                                                                 | 4× Silber4 | 5× Gold5   | 3× Platin3   | 2.145.000  | bpi.co.uk                 |
| Insgesamt                                                                                    | 4× Silber4 | 16× Gold16 | 46× Platin46 |            |                           |